# خانه کوکب امینیان
خانه کوکب امینیان مربوط به دوره قاجار است و در شهرستان رفسنجان، روستای قاسم‌آباد، بلوار قاسم‌آباد واقع شده و این اثر در تاریخ ۲۴ اسفند ۱۳۸۳ با شمارهٔ ثبت ۱۱۳۹۶ به‌عنوان یکی از آثار ملی ایران به ثبت رسیده است.